# Hedysarum turkestanicum
Hedysarum turkestanicum là một loài thực vật có hoa trong họ Đậu. Loài này được Regel & Schmalh. miêu tả khoa học đầu tiên.